# 诺尔代姆
诺尔代姆（法語：Nordheim，發音：[nɔʁdaim]）是法国下莱茵省莫尔塞姆区的市镇，面积6.32平方千米，2022年1月1日人口为947人。

## 地理
诺尔代姆（48°38'8"N, 7°30'34"E）面积6.32平方千米，位于法国大東部大區下莱茵省，该省份为法国大陆部分最东部的省份，是阿尔萨斯的一部分，今与上莱茵省组成了阿尔萨斯欧洲集体，其南至上莱茵省，西南接孚日省和默尔特-摩泽尔省，西接摩泽尔省，北与德国接壤。
与诺尔代姆接壤的市镇（或旧市镇、城区）包括：下费瑟奈姆、奥恩格夫特、屈托尔赛姆、马尔勒奈姆、瓦斯洛讷。
诺尔代姆的时区为UTC+01:00、UTC+02:00（夏令时）。

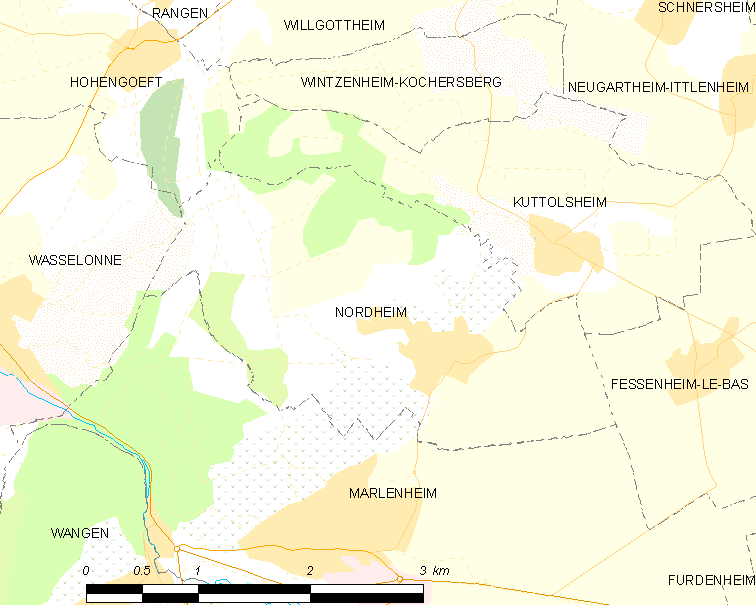
诺尔代姆的OSM定位图

## 行政
诺尔代姆的邮政编码为67520，INSEE市镇编码为67335。

## 政治
诺尔代姆所属的省级选区为莫尔塞姆县。

## 人口

1962-2008年间诺尔代姆人口变化图示

诺尔代姆于2022年1月1日时的人口数量为947人。